# Urospora holothuriae
Urospora holothuriae is een soort in de taxonomische indeling van de Myzozoa, een stam van microscopische parasitaire dieren. Het organisme komt uit het geslacht Urospora en behoort tot de familie Urosporidae. Urospora holothuriae werd in 1858 ontdekt door Schneider.